# Apareiodon tigrinus
Apareiodon tigrinus är en fiskart som beskrevs av Carla Simone Pavanelli och Heraldo A. Britski 2003. Apareiodon tigrinus ingår i släktet Apareiodon och familjen Parodontidae. Inga underarter finns listade i Catalogue of Life.